# Wyam
Waiam (Wyam, Lower Des Chutes Indijanci, Wy-Am-Pum), Maleno pleme Shahaptian Indijanaca blizu ušća Deschutes Rivera u Oregonu. Wyam ili Waiam svoje ime dobili su po svom glavnom selu koje se nalazilo na mjestu gdje danas stoji Celilo, dok drugi naziv Des Chutes dolazi po jednoj pritoci Columbije. Godine 1855. obuhvaćeni su Wasco ugovorom, po kojemu odlaze na rezervat Warm Springs, gdje je možda imaju potomaka. Jedna njihova skupina koja se vodi pod imenom  'Celilio-Wyam Indian Community' , federalno je nepriznata. Pripadali su široj skupini poznatoj kao Tenino. 

## Vanjske poveznice
- Celilo-Wyam Indian Community  Arhivirana inačica izvorne stranice od 12. prosinca 2008. (Wayback Machine)
- Chief Tommy Thompson: “I don’t want this dam project  Arhivirana inačica izvorne stranice od 25. listopada 2007. (Wayback Machine)